# Grover (Caroline du Sud)
Pour les articles homonymes, voir Grover.
Grover est une census-designated place située dans le comté de Dorchester, dans l’État de Caroline du Sud, aux États-Unis. Lors du recensement de 2020, elle comptait 297 habitants.